# Salvador Vidal (compositor)
Salvador Vidal i Dura (Cervera, la Segarra, 19 de febrer de 1818 - 12 de setembre de 1884) fou un eclesiàstic i compositor català.
A Cervera, estudià solfeig amb Cristòfol Farré, composició amb Cristòfol Montiu, i orgue amb el pare Fr. José. Ja als 17 anys fou nomenat organista i mestre de capella de Sallent. D'allí marxà a Osca i després a Roma, on rebé les sagrades ordres. Tornà a Cervera el 1843 amb una cultura i una biblioteca musicals molt importants, i entrà a formar part com a primer violí de la capella de música del mestre Pont, primer, i de Cristòfol Farré, després. A Pont el substituí en el càrrec d'organista (1851) i a Farré en el de mestre de capella a la seva mort (1862). A més de pedagog fou un fecund compositor durant els 33 anys de mestratge a Cervera. El 1883 renuncià al càrrec i morí el 12 de setembre de 1884, al seu domicili de la plaça Major.
Fou organista i mestre de capella de l'església de Cervera, càrrecs que desenvolupà durant trenta anys. Deixà escrites:
- Sis grans Misses,
- Quatre Rèquiem, per a veus i orquestres,
- Cinc Rèquiem, per a veus i orgue,
- Dos Stabat Mater,
- Unes Set Paraules,
- Trisagis,
- Lletanies,
- Responsoris, etc.